# Jocelyn Rae
Jocelyn Rae (nació el 20 de febrero de 1991) es una jugadora de tenis británica, su major ranking en la WTA fue el 450 y en dobles 67 del mundo. En lo que va de su carrera ha ganado un título en la Federación Internacional de Tenis (ITF) y quince en dobles. Junto con Colin Fleming, ganó la medalla de oro en los dobles mixtos en los Juegos de la Commonwealth 2010 en Delhi para Escocia. Ella es entrenado por el extenista profesional y compañero Scot, Karen Paterson.
En términos de Grand Slam éxito, sus más grandes victorias hasta el momento se produjo cuando se asoció Melanie South en dobles de Wimbledon 2009 que derrotó a Alona Bondarenko y Kateryna Bondarenko en la primera ronda, 6-1 y 7-6(4) y cuando ella se asoció Heather Watson en el 2010, derrotó a Casey Dellacqua y Alicia Molik, 3-6 6-1 6-4.

## Títulos WTA (0; 0+0)

### Dobles (0)
| Leyenda                    |
| -------------------------- |
| Grand Slam (0)             |
| Juegos Olímpicos (0)       |
| WTA Tour Championships (0) |
| Premier Mandatory (0)      |
| Premier 5 (0)              |
| Premier (0)                |
| International (0)          |

#### Finalista (4)
| N.º | Fecha                    | Torneos               | Superficie    | Pareja       | Oponentes en la final             | Resultado        |
| --- | ------------------------ | --------------------- | ------------- | ------------ | --------------------------------- | ---------------- |
| 1.  | 20 de julio de 2014      | Bastad                | Tierra batida | Anna Smith   | Andreja Klepač María Teresa Torró | 1-6, 1-6         |
| 2.  | 15 de junio de 2015      | Nottingham            | Hierba        | Anna Smith   | Raquel Kops-Jones Abigail Spears  | 6-3, 3-6, [9-11] |
| 3.  | 18 de septiembre de 2016 | Tokio (International) | Dura          | Anna Smith   | Shuko Aoyama Makoto Ninomiya      | 3-6, 3-6         |
| 4.  | 18 de junio de 2017      | Nottingham            | Hierba        | Laura Robson | Monique Adamczak Storm Sanders    | 4-6, 6-4, [4-10] |

## Títulos ITF

### Individual (1)
| Torneos de $100,000 |
| Torneos de $75,000  |
| Torneos de $50,000  |
| Torneos de $25,000  |
| Torneos de $15,000  |
| Torneos de $10,000  |

| N.º | Fecha                 | Torneo           | Superficie | Oponentes    | Resultado |
| --- | --------------------- | ---------------- | ---------- | ------------ | --------- |
| 1.  | 12 de octubre de 2009 | Mitilene, Grecia | Dura       | Jade Windley | 6-2, 6-1  |

### Finales (1)
| N.º | Fecha                | Torneo                  | Superficie | Oponentes    | Resultado |
| --- | -------------------- | ----------------------- | ---------- | ------------ | --------- |
| 1.  | 31 de agosto de 2009 | Cumberland, Reino Unido | Dura       | Jade Windley | 1-6, 1-6  |

### Dobles (18)
| Torneos de $100,000 |
| Torneos de $75,000  |
| Torneos de $50,000  |
| Torneos de $25,000  |
| Torneos de $15,000  |
| Torneos de $10,000  |

| N.º | Fecha                    | Torneos                    | Superficie | Pareja         | Oponentes                              | Resultado             |
| --- | ------------------------ | -------------------------- | ---------- | -------------- | -------------------------------------- | --------------------- |
| 1.  | 15 de septiembre de 2008 | Kawana, Australia          | Dura       | Emelyn Starr   | Alexis Prousis Robin Stephenson        | 6-4, 4-6, [10-4]      |
| 2.  | 6 de julio de 2009       | Felixstowe, Reino Unido    | Hierba     | Jade Windley   | Dalila Jakupovic Sarah-Rebecca Sekulic | 6-1, 6-0              |
| 3.  | 13 de julio de 2009      | Frinton, Reino Unido       | Hierba     | Jade Windley   | Anna Fitzpatrick Emelyn Starr          | 6-3, 7-5              |
| 4.  | 4 de septiembre de 2009  | Cumberland, Reino Unido    | Dura       | Jade Windley   | Lucia Kovarcikova Monika Tumova        | 6-4, 6-0              |
| 5.  | 9 de mayo de 2010        | Edimburgo, Reino Unido     | Arcilla    | Amanda Elliott | Tímea Babos Tara Moore                 | 7-6(7-5), 6-4         |
| 6.  | 31 de julio de 2010      | Chiswick, Reino Unido      | Dura       | Emelyn Starr   | Anna Fitzpatrick Jade Windley          | 6-1, 6-4              |
| 7.  | 13 de noviembre de 2010  | Loughborough, Reino Unido  | Dura (i)   | Jade Windley   | Jana Orlova Petra Krejsová             | 6-3, 5-7, [10-4]      |
| 8.  | 9 de noviembre de 2013   | Loughborough, Reino Unido  | Dura (i)   | Anna Smith     | Francesca Palmigiano Camilla Rosatello | 6-0, 4-6, [10-3]      |
| 9.  | 15 de noviembre de 2013  | Manchester, Reino Unido    | Dura (i)   | Anna Smith     | Eva Wacanno Julia Wachaczyk            | 6-1, 6-4              |
| 10. | 13 de diciembre de 2013  | Navi Mumbai, India         | Dura       | Anna Smith     | Oksana Kalashnikova Diāna Marcinkēviča | 6-4, 7-6(7-5)         |
| 11. | 18 de enero de 2014      | Glasgow, Reino Unido       | Dura (i)   | Anna Smith     | Martina Borecká Tereza Malíková        | 4-6, 6-2, [10-4]      |
| 12. | 25 de enero de 2014      | Sunderland, Reino Unido    | Dura       | Anna Smith     | Ágnes Bukta Viktoriya Tomova           | 6-1, 6-1              |
| 13. | 23 de febrero de 2014    | Nottingham, Reino Unido    | Dura (i)   | Anna Smith     | Naomi Broady Renata Voráčová           | 7-6(8-6), 6-4         |
| 14. | 31 de marzo de 2014      | Edgbaston, Reino Unido     | Dura (i)   | Anna Smith     | Magda Linette Amra Sadiković           | 3-6, 7-5, [10-4]      |
| 15. | 2 de junio de 2014       | Nottingham, Reino Unido    | Hierba     | Anna Smith     | Sharon Fichman María Sánchez           | 7-6(7-5), 4-6, [10-5] |
| 16. | 26 de julio de 2014      | Lexington, Estados Unidos  | Dura       | Anna Smith     | Shuko Aoyama Keri Wong                 | 6–4, 6–4              |
| 17. | 1 de febrero de 2015     | Sunderland, Reino Unido    | Dura (i)   | Anna Smith     | Justyna Jegiołka Cornelia Lister       | 6–3, 6–1              |
| 18. | 29 de marzo de 2015      | Croissy-Beaubourg, Francia | Dura (i)   | Anna Smith     | Julie Coin Mathilde Johansson          | 7–6(7–5), 7–6(7–2)    |

### Finales (5)
| N.º | Fecha                   | Torneos             | Superficie  | Pareja       | Oponentes                                 | Resultado         |
| --- | ----------------------- | ------------------- | ----------- | ------------ | ----------------------------------------- | ----------------- |
| 1.  | 12 de octubre de 2009   | Mitilene, Grecia    | Dura        | Jade Windley | Olga Brózda Justyna Jegiolka              | 4-6, 4-6          |
| 2.  | 30 de noviembre de 2009 | Bendigo, Australia  | Dura        | Emelyn Starr | Irina Pavlovic Arina Rodionova            | 3-6 6-7(3-7)      |
| 3.  | 17 de julio de 2010     | Woking, Reino Unido | Dura        | Emelyn Starr | Tímea Babos Emma Laine                    | 2-6, 2-6          |
| 4.  | 7 de diciembre de 2013  | Pune, India         | Dura        | Anna Smith   | Nicha Lertpitaksinchai Peangtarn Plipuech | 5-7, 5-7          |
| 5.  | 28 de febrero de 2014   | Beinasco, Italia    | Arcilla (i) | Anna Smith   | Nicole Clerico Giulia Gatto-Monticone     | 1-6, 7-5, [11-13] |